# Épilepsie partielle continue
 Mise en garde médicale
L'épilepsie partielle continue est aussi appelée Épilepsie de Kojevnikov ou Syndrome de Kojevnikov.
En neurologie, il s'agit d'une forme d'épilepsie se traduisant par des secousses musculaires (ou secousses cloniques) d'une partie du corps évoluant sur une durée de plusieurs heures, plusieurs jours, voire plusieurs années. La conscience est conservée et les mouvements anormaux ne s'étendent pas à d'autres parties du corps (contrairement à l'épilepsie de type Bravais-Jackson). Les contractions sont réduites mais pas abolies pendant le sommeil.

## EEG
L'examen électro-encéphalographique met en évidence dans la plupart des cas des décharges épileptiques focales (pointes et ondes) au niveau de l'hémisphère opposé au membre concerné. En effet, les mouvements prennent le plus fréquemment leur source au niveau d'une lésion focale du cortex cérébral, mais ils peuvent parfois provenir des structures sous-corticales comme le tronc cérébral ou les noyaux gris centraux.

## Causes
- Méningo-encéphalite verno-estivale russe (encéphalite à tique)
- Encéphalite focale de Rasmussen[2]
- Sclérose en plaques
- Diabète sucré
- Tumeurs cérébrales
- Accidents vasculaires cérébraux

## Évolution
Il s'agit d'une maladie grave avec des séquelles neurologiques dans deux tiers des cas avec quelques décès.

## Traitement
Les crises épileptiques réfractaires peuvent conduire à proposer une résection chirurgicale des zones épileptogènes.